# 上杉まゆみ
上杉 まゆみ（うえすぎ まゆみ、1996年1月26日 - ）は、日本の子役、ジュニアアイドル。チャームキッズ、ストライクプロダクション所属。
埼玉県出身。血液型はA型。
趣味は漫画を描くこと。特技は水泳、ダンス、ピアノ。好きなスポーツはテニス、スケートボード。ペットのハムスターを飼っている。

## 出演

### テレビドラマ
- ドラマ30 がきんちょ〜リターン・キッズ〜（2006年、TBSテレビ）
- 美少女学園（エンタ!371）

### ラジオ
- 現役女子高生 大場はるか&上杉まゆみのラジオ（仮）がとれません。（FMとおかまち、FMゆきぐに、FMながおか、BSNラジオ、FM上越）

### CM
- ブックオフコーポレーション

### 広告
- キヤノン「ピクサス」製品サンプルモデル
- 三井不動産「企業PR用PV」

## 書籍

### デジタル写真集
- 美少女レッスン27　上杉まゆみ 1st Lesson（チャームキッズ）
- 美少女レッスン34　上杉まゆみ 2nd Lesson（チャームキッズ）
- 美少女レッスン51　上杉まゆみ 3rd Lesson（チャームキッズ）
- 美少女レッスン89　上杉まゆみ 4th Lesson（チャームキッズ）
- 美少女レッスン114　上杉まゆみ 5th Lesson（チャームキッズ）
- 美少女レッスン148　上杉まゆみ 6th Lesson（チャームキッズ）
- U-15美少女倶楽部<22>　上杉まゆみ（アイマックス）